# Sadeh-Fest

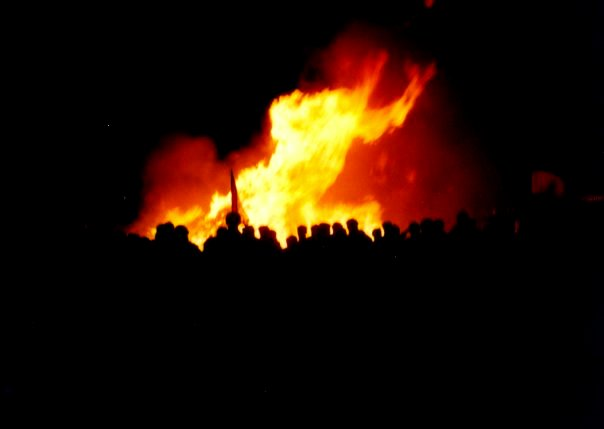
Jashn Sadeh-Fest in Teheran, 2003

Dschaschn-e Sadeh (persisch جشن سده), deutsch Sadeh- oder Sada-Fest, ist ein altiranisches Fest, das 50 Tage vor Nouruz, dem persischen Neujahrsfest, gefeiert wird. Sad bedeutet „hundert“ und steht für die 50 Tage und 50 Nächte, die bis zum Neujahrsfest noch vergehen werden, und in einem weiteren Bezug für die hundert Tage, welche bereits seit Beginn des iranischen "großen Winters" Zayana vergangen sind. Das Sadeh-Fest ist ein Mittwinterfest, das mit großen Feuern gefeiert wird. Mit dem Fest wird die Bedeutung des Feuers für den Menschen, aber auch der Sieg des Lichts über die Dunkelheit gefeiert. 
2023 wurde das Sadeh (Sada)-Fest für Iran und Tadschikistan in die UNESCO-Liste des immateriellen Kulturerbes der Menschheit aufgenommen.

## Entstehungsgeschichte
Sadeh geht auf Huschang, den zweiten mythischen König der Pischdadier zurück. Huschang herrschte vierzig Jahre als Padischah. Er setzte den von Gayomarth begonnenen Aufbau der menschlichen Zivilisation fort. Huschang entdeckte durch Zufall durch einen Steinwurf nach einer Schlange, wobei der Stein auf einen Felsen traf und einen Funken schlug, das Geheimnis, wie mit Hilfe von Steinen Feuer gemacht werden kann. Als Folge dieses Wissens wurde es ihm möglich, mit Hilfe des Feuers aus Erz Eisen zu erzeugen, woraus dann Äxte, Sägen und Beile hergestellt werden konnten. Um den unmittelbaren Wert des Feuers für den Menschen im Gedenken zu halten und im Feuer auch den Widerschein Gottes zu ehren, stiftete Huschang ein Fest, das er das Sadeh-Fest nannte. Für die altpersische Religion des Zoroastrismus steht das Feuer als Symbol der Reinheit, der Erkenntnis und des Lichts im Mittelpunkt eines Kultus. In einem zoroastrischen Tempel brennt daher ein Feuer, das niemals ausgehen soll.

## Das Sadeh-Fest in Schahname
Der iranische Nationaldichter Ferdosi hat die Einsetzung dieses Festes durch Huschang als Fest des Feuers und des Lichts in dem iranischen Nationalepos Schahname wie folgt beschrieben: 
Der Weltherr vor dem, der die Welt erschuf,

Brachte Gebet dar und Dankes Ruf,

Daß solcher Leitung Licht er gab;

Darauf das Feuer zur Richt' er gab,

Sprechend: "Ein Gottesglanz das ist,

Den bet an, wenn du weise bist."

Nachts schürt‘ er ein Feuer bergeshoh,

Der Schah und das Volk umkreiste die Loh.

Ein Fest war die Nacht durch, getrunken ward Wein:

Sede soll der Name des Festes sein.

Sede blieb zu Hoscheng’s Angedenken;

Gott möge viel Fürsten gleich ihm uns schenken.

## Sadeh im heutigen Iran
Auch heute noch wird das Sadeh-Fest in Iran gefeiert. Große Feste finden insbesondere in Kermn und Yazd statt, in denen noch eine große zoroastrische Gemeinde lebt. In den in der Nähe von Yazd gelegenen Bergen befindet sich eine Höhle, die den Namen Chak Chak trägt. In dieser Höhle findet jedes Jahr zum Sadeh-Fest eine Zeremonie statt.

## Weblink
- Fotos wie Iraner das diesjährige Sadeh-Fest feiern (31. Januar 2010)